# Bipes tridactylus
Bipes tridactylus е вид влечуго от семейство Bipedidae. Видът не е застрашен от изчезване.

## Разпространение
Разпространен е в Мексико.

## Описание
Популацията на вида е стабилна.